# ЕкзоМарс

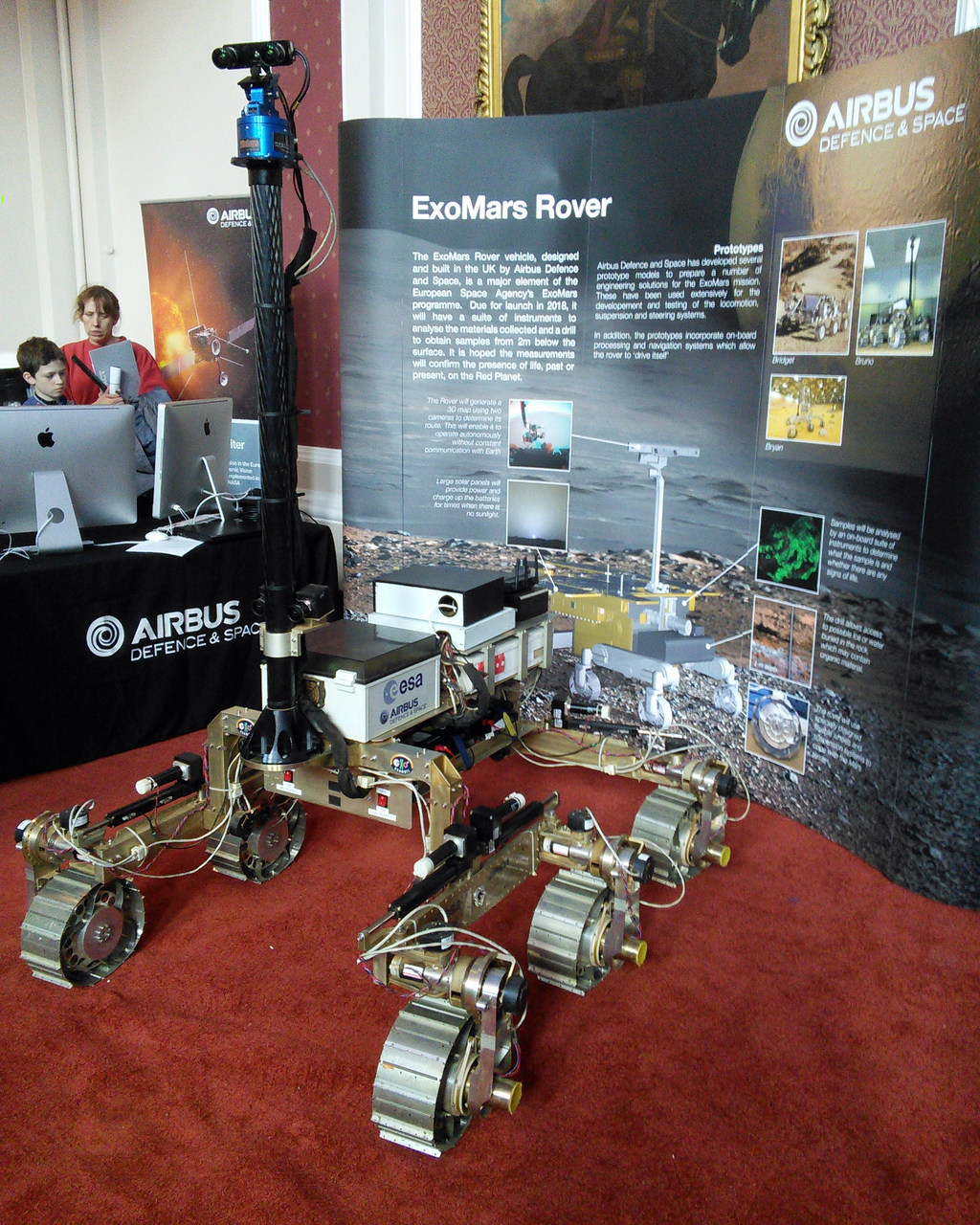
Прототип ровера «ЕкзоМарс» 2015 року на Кембриджському фестивалі науки

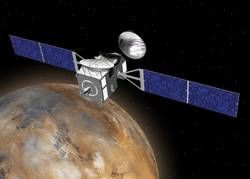
ExoMars Trace Gas Orbiter

«ЕкзоМарс» (англ. ExoMars) — спільна програма Європейського космічного агентства (ЄКА) і Федерального космічного агентства Росії (Роскосмос) по дослідженню Марса.

## Історія програми
Спочатку розроблявся тільки ЄКА, місія спочатку поєднувала марсохід і нерухому станцію на поверхні. Їх і планувалося запустити в 2011 році на борту ракети-носія «Союз-ФГ», використовуючи розгінний блок «Фрегат».
Однак у рамках нового проєкту спільного освоєння Марса підписаного ЄКА і НАСА в липні 2009 року, програма була різко затримана, і місія «ЕкзоМарс» незабаром була об'єднана з іншими проєктами. Відповідно до цих змін, програма «ЕкзоМарс» розділилася на два запуски за допомогою ракети-носія Atlas V: у 2016 році планувався запуск «Марсіанського наукового орбітального апарата», який був включений у проєкт, а також нерухомої метеорологічної станції, а у 2018 році передбачалося запустити марсохід «ЕкзоМарс» ЄКА разом з меншим марсоходом НАСА «Mars Astrobiology Explorer-Cacher» (MAX-C). Однак у 2011 році проєкт MAX-C був скасований, а проєкт «ЕкзоМарс» заморожений для перегляду.
|                                                   |  |                                             |
| Застаріла (на цей момент) модель «ЕкзоМарс Ровер» |  | Також трохи застаріле фото «ЕкзоМарс Ровер» |

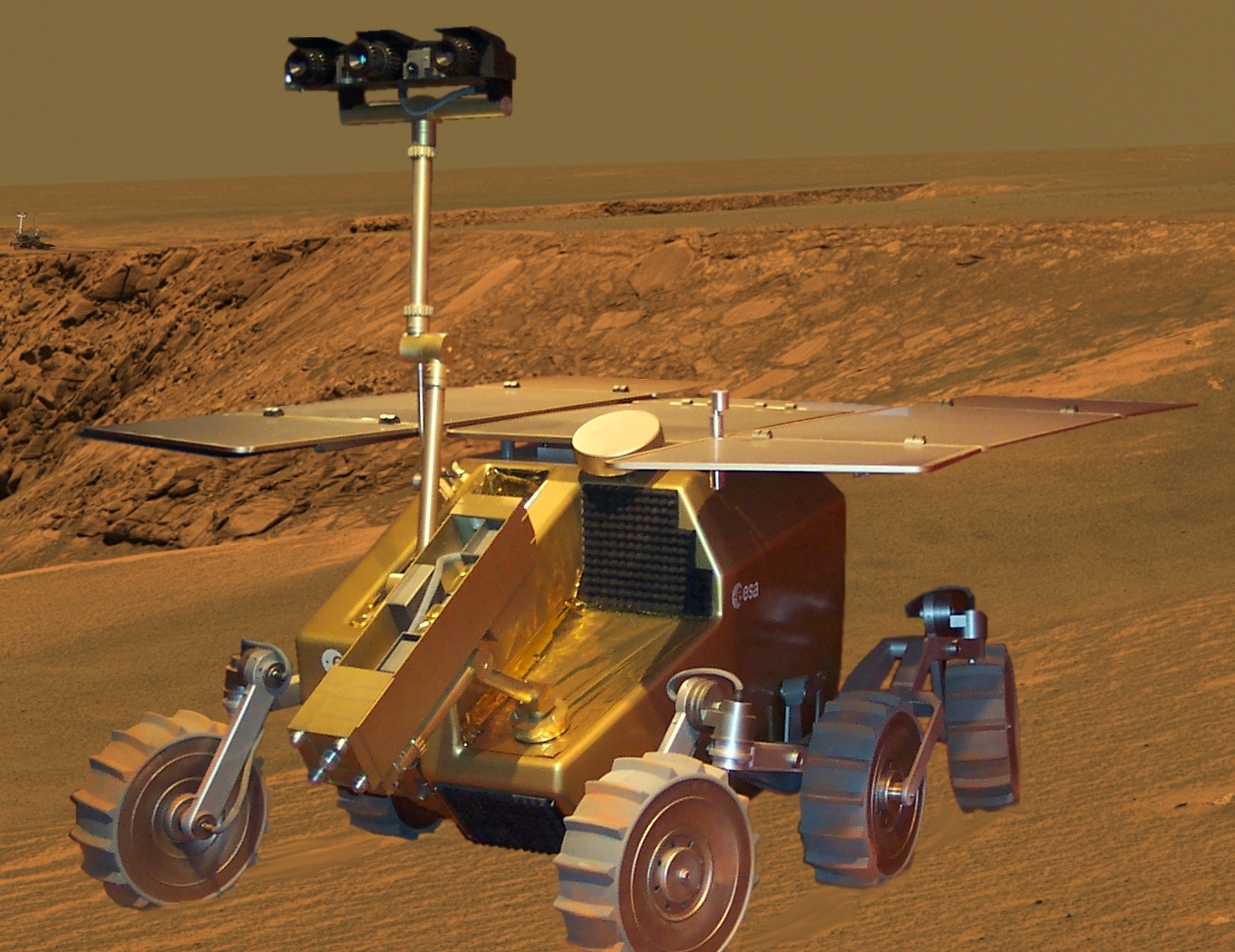
Концепт ровера «ЕкзоМарс» (2006)

З моменту свого початку існування на початку 2000-х рр. «ЕкзоМарс» опинився заручником потужної політичної й фінансової боротьби. Спочатку концепція «ЕкзоМарс» складалася з одного великого марсохода, колишньої частини програми ЄКА «Аврора» в ролі основи місії, і була затверджена космічними міністерствами Європи в грудні 2005 року. Спочатку планували запустити апарат у 2011 році. Італія, провідна країна Європи в місії «ЕкзоМарс», вирішила обмежити свій фінансовий внесок у проєкт, унаслідок чого сталася перша з трьох затримок запуску.
У 2007 році канадська технологічна фірма MacDonald Dettwiler and Associates Ltd. (MDA) оголосила, що є компанією яка виграла контракт разом з Astrium у Великій Британії на суму один мільйон євро, щоб спроєктувати й побудувати прототип шасі марсохода для Європейського космічного агентства, яке використовуватиметься в майбутній місії «ЕкзоМарс». «Астріум» також уклав контракт з ЄКА на проєктування марсохода.
У липні 2009 року ЄКА і НАСА домовилися про нову спільну програму освоєння Марса, суттєво змінивши технічну та фінансову підтримку «ЕкзоМарс». 19 червня, коли марсохід ще був потрібен для того, щоб здійснити контрейлерні перевезення на МНОА (Марсіанський науковий орбітальний апарат), було повідомлено, що угоди потребують «ЕкзоМарс» позбутися деякої ваги, щоб відповідати встановленій нормі на борту ракети-носія «Атлас» разом з МНОА.
У серпні 2009 року було оголошено, що Російське космічне агентство (Роскосмос) та ЄКА підписали угоду про співпрацю, яка передбачає спільну діяльність у двох проєктах із дослідження Марса: російському «Фобос-Ґрунт» та європейському «ЕкзоМарс». Крім того, Росія забезпечила ЄКА резервною пусковою установкою, ракетою «Протон» для ровера «ЕкзоМарс», який повинен також включати частини російського виробництва.
У жовтні того ж року було повідомлено, що відповідно до нової узгодженої програми НАСА та ЄКА з дослідження Марса, місія буде розділена на дві частини: нерухома станція на поверхні Марса/орбітальний апарат, запуск яких пройде в 2016 році, і марсохіди-ровери в 2018 році, кожна з яких відіграє значну роль для НАСА. Ця ініціатива має встановити рівновагу між науковими цілями та наявним бюджетом. Використовуватися при запуску будуть ракети-носії Atlas V.
17 грудня 2009 року ЄКА дав остаточну згоду на здійснення програми з дослідження Марса яка проводитиметься з НАСА, підтверджуючи свою прихильність рішенню витратити 850 млн євро (за тодішнім курсом 1,23 млрд дол.) на місії в 2016 році і 2018 році. Інші 150 млн євро, необхідні для роботи місії будуть запитані в ході засідання ЄКА наприкінці 2011 або початку 2012 року. На відміну від деяких програм ЄКА, фінансування «ЕкзоМарс» не включатиме 20 % маржі перевитрати бюджетних коштів.
7 лютого 2012 року Національне управління США з аеронавтики і дослідження космічного простору (НАСА) офіційно вийшло з програми «ЕкзоМарс» через нестачу фінансування. Таким чином, американська сторона не зможе надати ЄКА свою ракету-носій Atlas V.
6 квітня 2012 року Роскосмос і Європейське космічне агентство (ЄКА) домовилися про спільну реалізацію проєкту «ЕкзоМарс».
Наприкінці грудня 2012 року Роскосмос уклав контракти з Інститутом космічних досліджень РАН на розробку російських наукових приладів для проєкту, остаточне підписання договору з ЄКА при цьому планувалося на другу половину січня 2013.
14 березня 2013 року в Парижі (Франція) глава Роскосмосу Володимир Поповкін і глава ЄКА Жан-Жак Дорден підписали договір про проведення спільної міжпланетної місії.

### Цілі програми
Наукові цілі програми «ЕкзоМарс» в порядку черговості:
- Пошук можливих слідів колишнього чи теперішнього життя на Марсі.
- Характеристика водного і геохімічного розподілу на поверхні планети.
- Вивчення поверхні і навколишнього середовища на планеті, виявлення небезпек для майбутніх пілотованих польотів на Марс.
- Дослідження надр планети, щоб краще зрозуміти еволюцію і можливість населеності Марса.
- Після виконання всіх завдань успішно закінчити місію поверненням на Землю.

Технологічні цілі:
- Здійснення посадки великовантажних апаратів на поверхню Марса.
- Використання сонячної електроенергії на Марсі.
- Використання бурової установки для взяття зразків марсіанського ґрунту[15].
- Розвиток досліджень за допомогою марсоходів-роверів.

## Склад місії
Згідно з поточними планами, місія «ЕкзоМарс» складається з двох запусків, основним навантаженням яких буде орбітальний зонд і марсохід.
| Відповідальна сторона                          | Перший запуск у 2016 р.                  | Другий запуск у 2020 р. |
| ---------------------------------------------- | ---------------------------------------- | ----------------------- |
|                                                | Ракета-носій: Протон-М                   | Ракета-носій: Протон-М  |
| Наукові інструменти для орбітального зонда TGO | Десантний модуль з посадковою платформою |                         |
|                                                | Наукові інструменти для марсохода        |                         |
|                                                | ExoMars Trace Gas Orbiter                | Марсохід «ЕкзоМарс»     |
| Демонстраційний десантний модуль «Скіапареллі» |                                          | Марсохід «ЕкзоМарс»     |

### Запуск у 2016 році

#### Марсіанський науковий орбітальний апарат (ExoMars Trace Gas Orbiter)

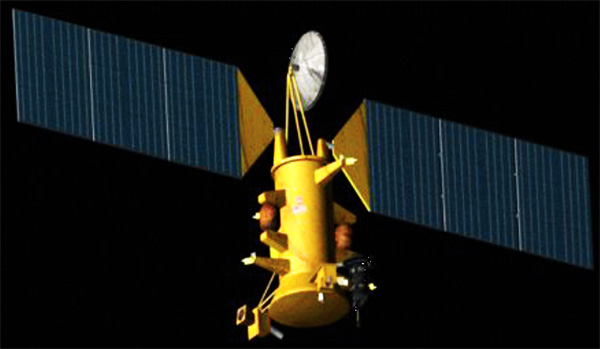
ExoMars Trace Gas Orbiter

У січні 2013 року російські вчені з Інституту космічних досліджень РАН (ІКД РАН) почали працювати над науковими приладами для орбітального марсіанського зонда TGO.
Марсіанський науковий орбітальний апарат (орбітальний апарат місії з виявлення газу на Марсі), який планувалося запустити в січні 2016 року, доставить статичну метеорологічну станцію «ЕкзоМарс», а потім розпочне наносити джерела метану та інших газів на карту Марса, і водночас допоможе вибрати місце для посадки ровера «ЕкзоМарс», який, своєю чергою, буде запущений у 2018 році. Присутність метану в атмосфері Марса інтригує, тому що ймовірне його походження — це або результат діяльності біологічного життя, або геологічної активності. Після прибуття роверів-марсоходів у 2018 і 2019 роках орбітальний апарат буде переведений на нижню орбіту, де буде в змозі виконувати аналітичну наукову діяльність, а також діяти як супутник-ретранслятор даних. Його робота може бути продовжена, для використання майбутніми місіями у 2020-х роках.
14 березня 2016 року з космодрому «Байконур» стартувала ракета, яка доставить на Марс дослідні модулі — орбітальний апарат Trace Gas Orbiter і спускний модуль «Скіапареллі». Заплановано, що на політ місії на Марс піде сім місяців.

#### Демонстраційний десантний модуль «Скіапареллі»
Спочатку ця станція була запланована для доставки до Марса групи з 11 приладів під загальною назвою «корисне навантаження Гумбольдта», які розслідуватимуть геофізику внутрішньої будови планети, але в підсумку в першому кварталі 2009 року цей проєкт був повністю скасований. Хоча останнє партнерство з НАСА і створило основи нового корисного навантаження, вона все ще залишилася під жорстким обмеженням.
Очікувалося, що модуль входу (в атмосферу), спуску і приземлення надасть Європі нову технологію посадки на поверхню Марса з контрольованою орієнтацією і швидкістю приземлення. Було заплановано, що після входу в марсіанську атмосферу модуль розгорне парашут і завершить свою посадку за допомогою навігаційної і керуючої системи, заснованої на доплерівському датчику радара альтиметра.
Як очікувалося, щоб вижити на поверхні Марса протягом деякого часу, використовуватимуться надлишкові потужності енергії батарей. Запропонованим місцем посадки є Плато Меридіана, бо це майже плоска і не гориста ділянка поверхні Марса, що ідеально підходить для його системи безпечної посадки.
Посадку «Скіапареллі» на поверхню Марса було заплановано на 19 жовтня 2016 року. Проте при здійсненні посадки на великій швидкості «Скіапареллі» розбився. Остаточна причина того, що сталося, буде встановлена після експертизи.

### Підготовка до запуску 2028
У місії, яка планувалася на 2022 рік, до Марса планувалося відправити ровер ExoMars. Однак, ця місія довго затримувалась і потребувала заміни російського модуля, який був втрачений після розірвання партнерства з Росією у 2022 році. Запуск ExoMars тепер заплановано на 2028 рік, на вісім років пізніше, аніж планувалося спочатку. Це пов'язано з технічними проблемами та з розірванням відносин з Росією через російське вторгнення в Україну у 2022 році.

#### Розалінд Франклін (раніше «„ЕкзоМарс“ Ровер»)
«Розалінд Франклін» — високоавтоматизований шестиколісний всюдихід, важитиме 270 кг, що приблизно на 100 кг більше, ніж Mars Exploration Rovers НАСА. Також розглядається зменшена версія вагою 207 кг. Інструментарій складатиметься з 10 кг корисного навантаження «Пастер», що містить, серед інших компонентів, 2-метровий підповерхневий бур.
Перевізник доставить модуль за допомогою спускного апарата, після чого кран системи посадки «Sky» забезпечить м'яку посадку з високою точністю. Після благополучного приземлення на поверхню Марса ровер, користуючись сонячною енергією, почне свою шестимісячну місію. Для боротьби з труднощами дистанційного керування через відставання зв'язку «ЕкзоМарс» матиме автономне програмне забезпечення для навігації візуального ландшафту, зі стисненим стерео — зображенням, з встановлених панорамних і інфрачервоних камер на «щоглі» марсохода. Для цього він створить цифрові навігаційні стереокарти за допомогою пари камер, після чого автономно знайде хорошу траєкторію шляху. Великопланові камери будуть використовуватися для забезпечення безпеки та запобігання зіткнень, що дозволить безпечно проходити близько 100 метрів на добу. Після висадки і приземлення ровера на поверхню Марса, Марсіанський науковий орбітальний апарат буде працювати як супутник-ретранслятор даних з марсохода.

## Ракета-носій
Спочатку передбачалося, що НАСА надасть дві ракети Atlas V, бо було вирішено провести місію у два окремих запуски. Після виходу НАСА з проєкту та підписання договору між ЄКА і Роскосмосом було вирішено використовувати російський «Протон-М».

## Система і місце посадки
Якщо співпраця з НАСА продовжиться, то буде використаний апарат для спуску марсоходів на поверхню, раніше використовуваний для спуску ровера «Марсіанська наукова лабораторія».
Потенційні місця посадки станом на листопад 2007 року:
- Долина Маврт
- Nili Fossae[en]
- Плато Меридіана
- Кратер Холдена[en]
- Кратер Ґейл

Потенційні місця посадки станом на листопад 1 жовтня 2014 року:
- Долина Маврт
- Oxia Planum
- Hypanis Vallis
- Aram Dorsum

Всі місця розташовані недалеко від екватора.
Для визначення оптимального місця посадки й безпечного зв'язку, було ухвалено рішення включити Марсіанський науковий орбітальний апарат до запуску в 2016 році.

## Прилади роверів
Нинішні умови на Марсі надзвичайно ворожі для широкого розповсюдження поверхневого життя: там занадто холодно і сухо, і велика доза сонячного ультрафіолетового випромінювання, а також космічного випромінювання. Попри ці небезпеки, основні мікроорганізми можуть як і раніше процвітати в захищених місцях під землею або в тріщинах скель і гір. Для проєкту «ЕкзоМарс» були створені інструменти і устаткування, яке, можливо, допоможе знайти сліди біологічного життя на Марсі.

### Камери
Панорамні камери системи (PanCam) були розроблені для забезпечення марсоходів приладами для створення цифрової карти місцевості і для пошуку минулої чи існуючої біологічної активності. Набір PanCam включає в себе дві камери з вельми широким кутом огляду для мультиспектральних стереоскопічних панорамних зображень, і кольорову камеру високої роздільної здатності. PanCam надаватиме підтримку іншому обладнанню, а також буде використовуватися для фотографування важкодоступних місць, таких як кратери або кам'яні стіни.

### Бур
У складі одного з марсоходів є бур, який послужить для допомоги Роверу зібрати найкорисніші і найцікавіші зразки ґрунту. Бур може працювати в різних типах ґрунтів, а довжина його свердла — 2 метри.

### Наукове обладнання
- Марсіанський аналізатор органічних молекул.
- Інфрачервоний спектрометр з формуванням зображення (MicrOmega ІК).
- Марсіанський дифрактометр рентгенівських променів.
- Ґрунтовий радар.
- Інфрачервоний спектрометр всередині свердла[33].

## Автономна навігація
Марсохід «ЕкзоМарс» призначений для автономної навігації по всій поверхні планети. Пара стереокамер дозволяють марсоходу створювати тривимірні карти місцевості, які він використовує для оцінки місцевості навколо нього для уникнення перешкод і пошуку найефективнішого маршруту.